# Castra Herculis

Castra Herculis - aujourd'hui Arnhem-Meinerswijk - le fort d'Hercule, est un castrum sur le Limes du Bas-Rhin de Germanie Inférieure.

## Topographie
Découvert en 1979, construit - dans un ancien méandre - au confluent du Bas-Rhin et du Canal de Drusus, c'est maintenant une réserve naturelle.

## Toponymie
Castra Herculis est mentionné sur la Table de Peutinger, entre Novio Magus - actuellement Nimègue - et Carvo - maintenant Kesteren. Il est cité par l'écrivain romain Ammien Marcellincomme étant l'une des sept civitates fondées par l'empereur Julien en 359, reconstruite et renforcée comme le montrent les fouilles de Meinerswijk.
Il est situé entre les castellum de Fectio maintenant Vechten et Flevum, actuellement Velsen
Régulièrement inondé, les Romains l'ont fréquemment surélevé ; on ne distingue pas moins de six phases d'occupation.

## Castra Herculis
Le castrum doit son nom notamment à Magus Anus, le dieu Batave suprême souvent identifié avec Hercule, qui avait un grand sanctuaire - visible à partir de Castra Herculis - à proximité d’Elst.
Une petite partie de la forteresse (5x40 mètres) a déjà été fouillée.

Plusieurs types de tessons de poterie suggèrent qu'elle a été construite au début du Ier siècle, peut-être, lorsque le général romain Germanicus a attaqué les tribus outre-Rhin de 14 à 16, ou peut-être un peu plus tôt, immédiatement après la bataille de Teutoburg en 9.
La deuxième phase d'occupation peut être datée du règne des empereurs Claude et Néron. Le castrum a été probablement construit par Corbulon, un général romain actif en Germanie Inférieure en 47 et qui a utilisé le canal de Drusus pour attaquer les peuples des Frisons et des Chauques au-delà du Limes du Rhin. La présence de légionnaires de la cinquième légion Alaudae est certaine, bien que le fort ait été en général occupé par des auxiliaires.
De grandes quantités de bois brûlé prouvent que Castra Herculis a été entièrement rasé pendant la révolte du peuple des Bataves en 69-70.
Il est reconstruit et un fossé ainsi qu'une une voie ont été identifiés, et il est clair que la céramique a été importée d'Ulpia Noviomagus Batavorum - l'actuel Nimègue, où la dixième légion Gemina exploite une poterie.
Peut-être lors de la visite de l'empereur Hadrien en Germanie Inférieure qui a ordonné plusieurs activités de construction en 121, Castra Herculis est de nouveau reconstruit. Cette quatrième phase a duré jusqu'au début du IIIe siècle, lorsque les militaires l'on remplacé par un fort, au moins partiellement en pierre.
Un toit de tuiles où apparaît le signe de la Première légion Minervia et ses Antoniniana nom de famille propose une date postérieure à 211, car seuls deux empereurs peuvent avoir décerné ce titre à cette unité: Caracalla (211-217) et Heliogabale (218-222).
Une cinquième phase peut être datée assez précisément des années 218-222.

Un grand bâtiment de pierre, le principia porte une inscription qui fait état de la légion Minervia.
Comme tous les castrum du Limes du Vieux Rhin et du Bas-Rhin, il semble abandonné après 274.
Selon Ammien Marcellin, Julien, alors général romain en campagne, reconstruit en 359 plusieurs castrum dans la région.
Les pierres des murailles découvertes dans les fossés suggèrent une démolition humaine.
Une dernière phase d'occupation montre des poteries franques du Ve siècle, ce qui suggère que le site était encore occupé à cette époque.

On l'a appelé au VIIIe siècle Meginhardiswich - village de Meginhard.